# Беріно (Нью-Мексико)
Беріно (англ. Berino) — переписна місцевість (CDP) в США, в окрузі Донья-Ана штату Нью-Мексико. Населення — 1651 особа (2020).

## Географія
Беріно розташоване за координатами 32°4′8″ пн. ш. 106°37′19″ зх. д. / 32.06889° пн. ш. 106.62194° зх. д. (32.068934, -106.621982).  За даними Бюро перепису населення США в 2010 році переписна місцевість мала площу 2,41 км², уся площа — суходіл.

## Демографія
Згідно з переписом 2010 року, у переписній місцевості мешкала 1441 особа в 364 домогосподарствах у складі 318 родин. Густота населення становила 599 осіб/км².  Було 389 помешкань (162/км²).
Расовий склад населення:
| - 60,7 % — білих - 0,6 % — чорних або афроамериканців - 0,5 % — корінних американців - 37,1 % — осіб інших рас |

До двох чи більше рас належало 1,2 %. Частка іспаномовних становила 98,4 % від усіх жителів.
За віковим діапазоном населення розподілялося таким чином: 37,1 % — особи молодші 18 років, 55,4 % — особи у віці 18—64 років, 7,5 % — особи у віці 65 років та старші. Медіана віку мешканця становила 24,3 року. На 100 осіб жіночої статі у переписній місцевості припадало 87,4 чоловіків;  на 100 жінок у віці від 18 років та старших — 84,3 чоловіків також старших 18 років.
Середній дохід на одне домашнє господарство  становив 33 168 доларів США (медіана — 22 974), а середній дохід на одну сім'ю — 34 756 доларів (медіана — 23 966). Медіана доходів становила 19 269 доларів для чоловіків та 16 982 долари для жінок. За межею бідності перебувало 45,2 % осіб, у тому числі 56,6 % дітей у віці до 18 років та 11,9 % осіб у віці 65 років та старших.
Цивільне працевлаштоване населення становило 531 осіб. Основні галузі зайнятості: освіта, охорона здоров'я та соціальна допомога — 24,1 %, виробництво — 21,1 %, сільське господарство, лісництво, риболовля — 12,1 %, науковці, спеціалісти, менеджери — 11,3 %.